# Мушчелуша (Бузау)
Мушчелуша (рум. Mușcelușa) насеље је у Румунији у округу Бузау у општини Сириу. Oпштина се налази на надморској висини од 466 m.

## Становништво
Према подацима из 2002. године у насељу је живело 648 становника, од којих су сви румунске националности.